# Батуринська вулиця (Конотоп)
Вулиця Батуринська — одна з найстаріших вулиць міста Конотоп Сумської області.

## Розташування
Розташована в історичній частині міста. Пролягає від Площі Конотопських дивізій до окраїни сучасного міста в напрямку міста Батурин, Бахмацького району, Чернігівської області.

## Назва
Вулиця названа через напрямок, яким сполучається з дорогою до міста Батурин, Чернігівської області.

## Історія
Заселена з XVIII століття.
Перша відома згадка датується 1782 роком.
З XVIII століття до середини XX століття частина вулиці від Площі Конотопських дивізій до вулиці Петра Сагайдачного мала назву Веренковська вулиця. За думкою деяких авторів назва могла походити від слів «верейка», «верея». Або у значенні ландшафту біля річкових заплав, або у значенні стовпів, на які кріпляться ворота.
З 1920-х років — вулиця Рози Люксембург. Носила назву на честь однієї із засновниць комуністичної партії Німеччини — Рози Люксембург.
З 30 січня 1992 року — Батуринська вулиця.